# Instrukcja asemblerowa
Instrukcja asemblerowa – instrukcja umożliwiająca w określonej implementacji języka wysokiego poziomu, tworzenie fragmentów kodu źródłowego w języku asemblera.

## Zastosowanie instrukcji asemblerowej
Instrukcja asemblerowa jest specjalną instrukcją wprowadzoną, przez autorów niektórych implementacji języków wysokiego poziomu, w celu umożliwienia programowania hybrydowego: dany język wysokiego poziomu – asembler. Taki sposób programowania jest stosowany przede wszystkim, w celu optymalizacji kodu wynikowego, szczególnie pod kątem wybranych fragmentów, mających istotny wpływ na wydajność wygenerowanego programu. Ponadto umożliwia programiście korzystanie z pewnych specyficznych cech konkretnego systemu komputerowego.

## Instrukcja asemblera w językach programowania

### Turbo Pascal
W implementacji języka Pascal firmy Borland, tzn. systemach programowania Borlnad/Turbo Pascal, wprowadzono możliwość programowania fragmentów kodu w asemblerze wewnętrznym, wzorowanym na dostępnym w tym pakiecie Turbo Asemblerze.
Instrukcja asemblera wewnętrznego ma postać:
```
 [
etykieta
:][
przedrostki
][
operacje
][
operandy
]
```

Etykieta jest traktowana tak, jak etykieta w Pascalu, tzn., wymaga deklaracji w sekcji label.
Instrukcja o powyższej postaci może być użyta:
- w strukturalnej instrukcji asemblerowej, zawartej w bloku Pascalowym:

```
 
asm

   
instrukcje asemblera

 
end
```

- w podprogramie asemblerowym:

```
 [
function
 | 
procedure
] 
identyfikator
[(
parametry
)][:
typ_rezultatu
]; 
assembler
;
   
asm

     
instrukcje asemblera

   
end
;
```

### Turbo C
Również w systemach programowania w języku C firmy Borland, tzn. pakietu Turbo C, wprowadzono możliwość stosowania asemblera wewnętrznego. W tym przypadku programowanie hybrydowe: C-asembler; polega na zastosowaniu instrukcji asemblerowej o postaci:
```
 
asm
 
instr_asemblera_1
 [;
instr_asemblera_2
 
[; …]]
```

Jak widać w powyższym przykładnie odstąpiono tu od zasady zawartej w języku C, że średnik jest terminatorem instrukcji. Dla instrukcji asemblerowej średnik jest separatorem kolejnych instrukcji asemblera zapisanych w jednym wierszu, a znak nowej linii jest terminatorem instrukcji asm. Oznacza to, że jeżeli w kolejnym wierszu maja wystąpić następne instrukcje asemblera, wymagane jest wprowadzenie nowej instrukcji asemblerowej słowem asm.

### Forth
Forth jest językiem zaliczanym w literaturze przedmiotu do tzw. asemblerowych języków wysokiego poziomu. Można w nim stosować programowanie hybrydowe: Forth-asembler. Typowymi słowami umożliwiającymi takie programowanie są: ASM( … )FORTH. Żaden standard jednak nie określa identyfikacji tych słów, co wynika z faktu, iż nie są to słowa predefiniowane przez język, lecz słowa definiowane zwykle przez implementację, za pomocą odpowiedniego kompilatora, jako rozszerzenie, zgodne z idą rozszerzalności tego języka. Innym rozwiązaniem jest zastosowanie pseudoasemblerowych rozkazów języka Forth zdefiniowanych w wielu implantacjach w podsłowniku ASSEMBLER.